# El manantial
El manantial est une telenovela mexicaine diffusée en 2001 par Televisa.

## Distribution
- Adela Noriega : Alfonsina Valdes Rivero de Ramirez
- Mauricio Islas : Alejandro Ramírez Insunza
- Karyme Lozano : Barbara Luna
- Alejandro Aragón : Hugo Portillo
- César Évora : Don Rigoberto Valdéz
- Olivia Bucio : Doña Getrudis Rivero
- Raymundo Capetillo : Dr. Álvaro Luna
- Alejandro Tommasi : Don Justo Ramírez
- Daniela Romo : Doña Margarita Insunza
- Patricia Navidad : Magdalena Osuna
- Manuel Ojeda : Padre Salvador Valdéz
- Socorro Bonilla : Norma Morales
- Nuria Bages : Dona Martha Castañeda
- Rafael Mercadente : Gilberto Morales
- Sergio Reynoso : Don Fermín Aguirre
- Leonor Bonilla : Mirna Barraza de Aguirre
- Luis Couturier : Dr.Carlos Portillo
- Jorge Poza : Héctor Valdéz
- Nuria Bages : Dona Elosia Castaneda
- Socorro Avelar : Catalina Sosa
- Marga López : Superior Maria Torres
- Marisol del Olmo : Mercedes
- Azela Robinson : Francisca Rivero
- Julio Monterde : Juan Rosario

### Sources
- (es) Cet article est partiellement ou en totalité issu de l’article de Wikipédia en espagnol intitulé « El manantial (telenovela) » (voir la liste des auteurs).